# روبرتو راميريز
روبرتو راميريز (بالإسبانية: Roberto Ramírez)‏ (7 يوليو 1996 بمندوزا في الأرجنتين - ) هو لاعب كرة قدم أرجنتيني في مركز حراسة المرمى. لعب مع غودوي كروز.

## وصلات خارجية
- روبرتو راميريز على موقع قاعدة بيانات كرة القدم.إي يو (الإنجليزية)
- روبرتو راميريز على موقع Soccerway.com (الإنجليزية)